# Robert Thirsk
Robert ‘Bob’ Brent Thirsk (New Westminster, 17 de agosto de 1953) é um astronauta canadense.
Formado e com mestrado em engenharia mecânica na Universidade de Calgary e no Instituto Tecnológico de Massachusetts (MIT) e medicina pela Universidade McGill, Thirsk trabalhava no programa de residência de medicina de família em Montreal quando foi selecionado para se juntar ao programa espacial canadense em dezembro de 1983.
Ele começou o treinamento para astronauta em fevereiro de 1984 e foi o reserva do compatriota Marc Garneau – o primeiro canadense no espaço – como especialista de carga da missão STS-41-G do ônibus espacial TAL, realizada entre 5 e 13 de outubro de 1984. Depois disso, tomou parte em diversos voos parabólicos experimentais na aeronave KC-135 da NASA, que simula a falta de gravidade, e em vários projetos relativos à medicina no espaço, à Estação Espacial Internacional e planejamento de missões com a Agência Espacial Canadense.
Liderou uma equipe internacional de pesquisas que estudou o efeito da ausência de peso no coração e nas artérias sanguíneas. Esta equipe foi responsável por criar e desenhar um ‘roupa anti-gravidade’, que pode ajudar os astronautas a suportar melhor os efeitos da longos voos espaciais no sistema cardiovascular.
Thirsk serviu como astronauta-chefe da AEC entre 1993 e 1994. Em fevereiro de 1994, ele foi o comandante da tripulação do projeto CAPSULS, uma missão espacial simulada de sete dias, que envolveu a participação de diversos investigadores internacionais e de outros três astronautas canadenses. Em 1994/95, cumpriu um ano sabático em Victoria, interior do Canadá, durante o qual aperfeiçoou seus conhecimentos na prática médica, medicina espacial e no treinamento do idioma russo.
Em 20 de junho de 1996, ele foi ao espaço na missão STS-78 Columbia, para um voo de 17 dias dedicado ao estudo da microgravidade e da ciência da vida com o Spacelab, laboratório transportado no compartimento de carga da nave espacial, como especialista de carga. Ele e seis companheiros de tripulação realizaram 43 experiências dedicadas ao estudo da vida no espaço e à ciência de materiais. A maioria destas experiências foi realizada no módulo pressurizado do Spacelab.
Em órbita, Thirsk escreveu e viu publicadas duas colunas para o jornal The Calgary Sun, tornando-se o primeiro astronauta a escrever e publicar artigos em jornais estando em órbita terrestre.
Em 1998, ele foi designado pela AEC para treinamento com especialista de missão na NASA, lotado no Centro Espacial Johnson, em Houston, Texas. Este programa de treinos envolve instrução avançada em sistemas da ISS e do ônibus espacial, Atividades extra-veiculares (EVA), operações robóticas e treinamento em russo. Integrando o departamento de astronautas, servi como comunicador de voo em terra (CAPCOM) para tripulações na ISS.
Em 2004, Thirsk fez treinamento no Centro de Treinamento de Cosmonautas Yuri Gagarin, na Cidade das Estrelas, próximo de Moscou, para ter qualificação como engenheiro de voo nas naves Soyuz. Serviu depois, nesta função, como substituto para o cosmonauta italiano Roberto Vittori, que voou na missão Soyuz TMA-6 em abril de 2005. Durante esta missão, ele atuou como CAPCOM no Centro de Controle Columbus da Agência Espacial Europeia, na Alemanha.
Em 27 de maio de 2009, treze anos após seu primeiro voo, tornou-se o primeiro canadense a voar numa nave Soyuz, voltando à ISS a bordo da missão russa Soyuz TMA-15, para participar como engenheiro de voo de duas missões de longa permanência em órbita, a Expedição 20 e a Expedição 21, as primeira expedições à Estação Espacial Internacional compostas de  seis integrantes. Permaneceu no espaço até novembro de 2009.